# Estany Rodó (östra Encamp)
Estany Rodó är en sjö i Andorra.   Den ligger i östra delen av parroquian Encamp,  13 kilometer öster om huvudstaden Andorra la Vella. Estany Rodó ligger 2 379 meter över havet.
Trakten runt Estany Rodó består i huvudsak av gräsmarker.